# 栓果菊属
栓果菊属（学名：Launaea）是菊科下的一个属，为草本植物。该属共有40种，分布于北非、地中海地区、加那利群岛至亚洲热带地区。